# ایرون زینگا
ایرون زینگا (انگلیسی: Aeron Zinga؛ زادهٔ ۱۵ ژوئیهٔ ۲۰۰۰) بازیکن فوتبال است.